# Torres Ífer
Las Torres Ífer son un par de rascacielos situados en la ciudad de Vigo. Es el segundo edificio más alto de la ciudad (el primero de carácter civil) después de la Ciudad de la Justicia, y el décimo de Galicia. También son conocidas como las Torres del Círculo de Empresarios, ya que albergan la sede de esta organización.
Deben ese nombre a la empresa Ifer SL, promotora de los edificios. Fueron inaugurados en 1998, y desde entonces se encuentran inmersos en procedimientos judiciales tras ser declarados ilegales en sentencia del Tribunal Superior de Justicia de Galicia de 19 de enero de 2002.

## Historia
Las torres de Ífer se encuentran en unos terrenos conocido como A Braña. La zona era industrial durante el siglo XX, concretamente, donde se encuentran las torres se encontraba una fábrica de cerveza de la empresa Unión Cervecera, que cerró sus puertas el 31 de diciembre de 1989.

El crecimiento de la ciudad supuso que la fábrica se ubicaría en el corazón del centro de la ciudad, y construir una nueva es un costo inasumible.
Declaraciones oficiales de Unión Cervecera.

La empresa, que contaba con otras dos plantas en Málaga y Valencia, deslocalizó o indemnizó a los empleados y cerró sus puertas. Finalmente, en 1994 la fábrica fue demolida. Ese mismo año se aprobó la licencia para construir en el mismo terreno dos torres de 22 plantas cada una, que albergarían el Club Financiero de Vigo.